# Perdicula asiatica
Perdicula asiatica là một loài chim trong họ Phasianidae.